# Motoaki Takenouchi
Motoaki Takenouchi (武内基朗)(たけのうち もとあき) (8 juillet 1967) est un compositeur japonais, principalement reconnu pour ses travaux dans le domaine de la musique de jeux vidéo dans les années 1990. Bien que peu célèbre dans le milieu, il se fait remarquer pour ses travaux sur Shining Force II, pour lequel il a également composé une suite orchestrale. Il a travaillé pour les compagnies Sega, Enix, Climax Entertainment et Game Arts.

## Style
Takenouchi combine des harmonies comparables au jazz à une orchestration souvent épique, exigée par les thèmes des jeux pour lesquels il a composé.

## Travaux
SEGA Mega Drive :
- 1991 Jewel Master
- 1992 Landstalker: The Treasures of King Nole
- 1994 Shining Force II: Ancient Sealing

Nintendo Super Nintendo: 
- 1992 Double Moon Densetsu
- 1993 EVO: Search for Eden (avec Kōichi Sugiyama)
- 1995 Granhistoria: Genshi Sekaiki
- 1995 Gamera: Gyaos Gekimetsu Sakusen

SEGA Game Gear :
- 1992 Shining Force Gaiden: The Evil Deity's Crusade
- 1993 Shining Force II: The Sword of Hajya
- 1995 Shining Force Gaiden: Final Conflict

Nintendo Game Boy : 
- 1993 Aguri Suzuki F-1 Super Driving

SEGA Mega-CD :
- 1995 Shining Force CD

Sony PlayStation :
- 1996 SD Gundam Over Galaxian

SEGA Saturn
- 1995 Shining Wisdom
- 1998 Gungriffon: The Eurasian Conflict

## Source
- (en) « Home of SNES Music ~ SNESmusic.org », sur snesmusic.org (consulté le 17 mars 2024)
- http://www.mobygames.com/developer/sheet/view/developerId,65635/